# Andrij Desjtsjytsja
Andrij Bohdanovytsj Desjtsjytsja (Oekraïens: Андрій Богданович Дещиця) (Oblast Lviv, 22 september 1965) is een Oekraïens politicus en diplomaat. Van 27 februari tot 19 juni 2014 was hij minister van buitenlandse zaken van Oekraïne.
Desjtsjytsja werd geboren in de oblast Lviv in West-Oekraïne. Hij studeerde af in de menswetenschappen aan de Universiteit van Lviv (1989) en in de politieke wetenschappen aan de Universiteit van Alberta (1995). 
Na zijn studie vervulde hij vanaf 1996 diverse functies binnen de diplomatieke dienst, onder meer op de Oekraïense ambassades in Polen en Finland. Van augustus 2006 tot december 2007 was hij woordvoerder van het Ministerie van Buitenlandse Zaken. Vervolgens werd hij buitengewoon en gevolmachtigd ambassadeur in Finland (vanaf 2007) en IJsland (vanaf 2008); beide functies vervulde hij tot 9 oktober 2012. Hierna werkte hij als speciale vertegenwoordiger van het hoofd van de Organisatie voor Veiligheid en Samenwerking in Europa (OVSE) voor conflictbeheersing. 
Tijdens de Euromaidan-protesten in Oekraïne in 2013-2014 was hij een van de eerste Oekraïense diplomaten die zich achter de demonstranten op het Onafhankelijkheidsplein schaarden. Na de val van de regering van Mykola Azarov werd hij op 26 februari 2014 door de demonstranten voorgedragen als minister van buitenlandse zaken in de Regering van Nationaal Vertrouwen van Arseni Jatsenjoek. Op 27 februari werd zijn kandidatuur bevestigd door de Verchovna Rada, het Oekraïense parlement.
Op 15 juni van datzelfde jaar kwam Desjtsjytsja in opspraak, nadat hij bij een poging om een menigte demonstranten bij de Russische ambassade in Kiev tot kalmte te bewegen, de woorden "Poetin – choejlo, da" ("Ja, Poetin is een klootzak") had gebruikt. Hierop ontstond een diplomatieke rel, met als gevolg dat de minister op 19 juni moest aftreden. Hij werd opgevolgd door Pavlo Klimkin.
Op 13 oktober 2014 werd Desjtsyjtsja ambassadeur van Oekraïne in Warschau.
Naast Oekraïens spreekt hij ook Engels, Russisch en Pools.